# Jordi II Dadiani-Gurieli
Jordi II Dadiani-Gurieli fou mtavari de Mingrèlia del 1345 al 1384. Succeí al seu pare Mamia I Dadiani-Gurieli quan aquest va morir el 1345. Fou proclamat també eristhavi de Svanètia pel rei Jordi V de Geòrgia "el brillant". Va morir el 1384 i el va succeir el seu fill Vamek I Dadiani alhora que un altre fill, Kakhabar Dadiani-Gurieli, fou eristhavi de Gúria i de Svanètia (nomenat el 1372).